# Leptomesochra macintoshi
Leptomesochra macintoshi är en kräftdjursart som först beskrevs av T. och A. Scott.  Leptomesochra macintoshi ingår i släktet Leptomesochra och familjen Ameiridae. Arten är reproducerande i Sverige. Inga underarter finns listade i Catalogue of Life.